# Rhyacophila kownackiana
Rhyacophila kownackiana là một loài Trichoptera trong họ Rhyacophilidae. Chúng phân bố ở miền Cổ bắc.